# Governatori della Moravia

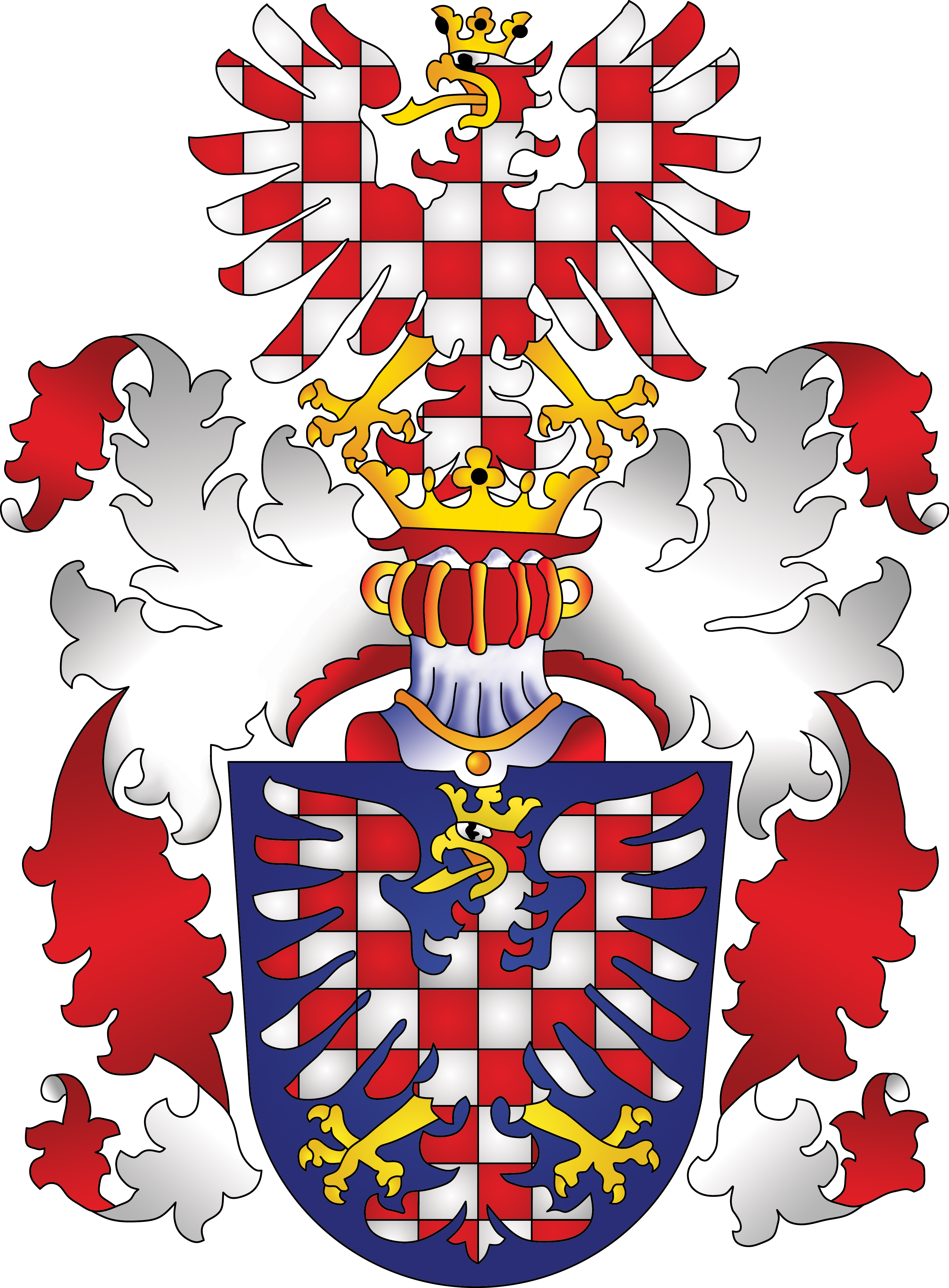
Stemma della Moravia.

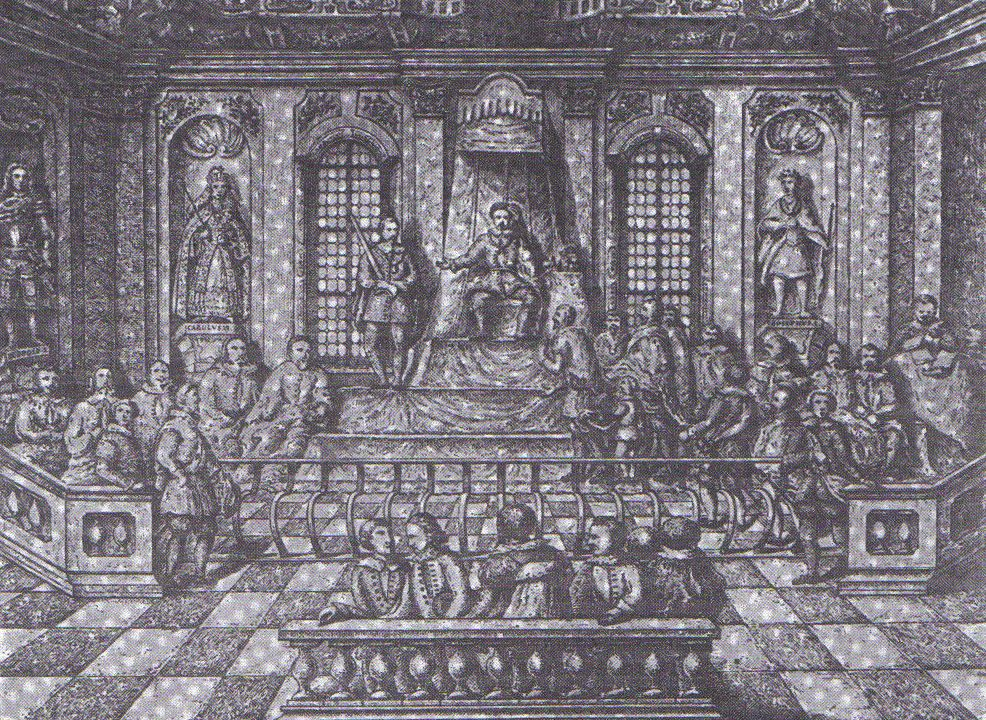
Una sessione del tribunale provinciale della Moravia presieduta dal governatore. Incisione da un affresco originale di Kajetán Schaumberg.

La carica di governatore della Moravia era una delle alte cariche governative del territorio del Sacro Romano Impero. In assenza del monarca, il governatore era la massima autorità in Moravia ed aveva il compito di emettere decreti in suo nome e prendere disposizioni in sua vece.

## Elenco dei governatori

### XIII secolo
- Raimund von Lichtenburg

### XIV secolo
- 1300–1308 Jan ze Meziříčí
- 1308 Vítek ze Švábenic
- 1310 Smil ze Obřan
- 1315 Jan ze Vartenberka
- 1318 Sezema ze Jevišovic
- 1318 Vilém ze Lomnice
- 1321–1329 Jindřich ze Lipé
- 1329 Jan ze Boskovic
- 1330–1331 Jan ze Lipé
- 1331 Beneš ze Vartemberka
- 1331 Jan ze Boskovic
- 1338 Valtr ze Hrádku
- 1339 Vznata ze Lomnice
- 1339 Čeněk ze Lipé
- 1345 Albrecht e Stephan von Sternberg
- 1345–1351 Wilhelm von Landstein
- 1376–1379 Jan starší Meziříčský ze Lomnice
- 1380 Beneš ze Vartemberka
- 1385 Vaněk ze Potštejna
- 1378–1388 Ješek Puška ze Kunštátu
- 1398–1399 Wilhelm I von Pernstein
- 1391 Ješek Puška ze Kunštátu
- 1399 Erhard ze Kunštátu

### XV secolo
- 1406 Lacek von Kravař
- 1406–1409 Hynek ze Pacova
- 1409–1411 Edoard von Kunštát
- 1411–1416 Lacek von Kravař
- 1417–1420 Petr von Kravař und Strážnice
- 1420 Heninrich von Kravař und Plumlova
- 1421 Wilhelm I von Pernstein
- 1422–1424 Petr von Kravař und Strážnice
- 1425 Leopold Krajíř z Krajku
- 1426 Hašek von Waldstein
- 1427–1434 Jan z Lomnice
- 1437 Vaněk z Boskovic
- 1437–1438, 1440–1459 Jan Tovačovský z Cimburka
- 1459–1461 Viktorin von Münsterberg und Troppau
- 1463–1464 Jindřich z Lipé
- 1465–1469 Viktorin von Münsterberg und Troppau
- 1469–1494 Ctibor Tobischau von Cimburg
- 1494–1496 Vratislav von Pernstein
- 1496–1515 Jan Meziříčský z Lomnice

### XVI secolo
- 1515–1519 Johann von Pernstein
- 1519–1523 Arkleb z Boskovic
- 1523–1524 Jan Kuna z Kunštátu
- 1525 Jan starší ze Šternberka a Holešova
- 1526–1528, 1530 Johann von Pernstein
- 1530–1540 Jan Kuna z Kunštátu
- 1540 Kryštof z Boskovic
- 1541, 1547–1556 Václav z Ludanic a na Chropyni
- 1557–1561 Zdeněk Brtnický z Valdštejna
- 1561–1566 Pertold z Lipé
- 1567–1572 Zacharias von Neuhaus
- 1573–1578 Zdeněk Lev z Rožmitálu
- 1578–1582 Hanuš Haugvic z Biskupic
- 1582–1590 Hynek Brtnický z Valdštejna
- 1590–1594 Hynek starší z Vrbna
- 1594–1598 Bedřich ze Žerotína
- 1598–1602 Jáchym Haugvic z Biskupic

### XVII secolo
- 1603–1604 Ladislaus Wercka von der Daub und Leipp
- 1604–1607 Carlo I del Liechtenstein
- 1608 Ladislaus Wercka von der Daub und Leippé
- 1608–1614 Karl von Žerotín il vecchio
- 1615–1619 Ladislaus IV Popel zu Lobkowicz (1566–1621)
- 1619–1621 Ladislav Velen von Zerotein
- 1621 Ladislaus IV Popel zu Lobkowicz (1566–1621)
- 1621–1636 Franz Seraph von Dietrichstein
- 1637 Massimiliano di Dietrichstein
- 1637–1640 Giulio I di Salm-Neuburg
- 1640–1648 Christoph Paul von Liechtenstein-Kastelkorn
- 1648–1655 Johann von Rottal
- 1655–1664 Gabriel Serényi von Kis Serény
- 1664–1666 Ferdinando di Dietrichstein
- 1666–1667 Karl II von Liechtenstein-Kastelkorn
- 1667 Jiří Štěpán Bruntálský z Vrbna
- 1667–1700 Franz Karl von Kolowrat-Liebsteinsky

### XVIII secolo
- 1701–1704 Karl Maximilian von Thurn-Valsássina
- 1704–1714 Franz Josef von Oppersdorf
- 1714–1719 Girolamo di Colloredo-Waldsee
- 1719–1720 Franz Josef von Waldstein
- 1720–1746 Maximilian von Kaunitz-Rietberg
- 1748–1753 Franz Josef Heissler
- 1753–1760 Heinrich Kajetan von Blümegen

1760–1763: Vacante
- 1763–1770 Franz Anton von Schrattenbach
- 1770–1772 Ernst Christoph von Kaunitz-Rietberg
- 1773–1782 Johann Christoph von Blümegen
- 1782–1787 Ludwig Cavriani
- 1787–1801 Alois Ugarte il Vecchio

### XIX secolo
- 1802–1804 Josef Karl von Dietrichstein
- 1805 Josef Wallis
- 1805–1813 Prokop Lažanský z Bukové
- 1815–1827 Anton Friedrich Mittrowsky von Mittrowitz und Nemischl
- 1827–1834 Carlo d'Inzaghi
- 1834–1845 Alois Ugarte il Giovane
- 1845–1848 Rudolf von Stadion-Warthausen
- 1848–1860 Leopold Lažanský z Bukové, vice governatore con funzioni di governatore
- 1861–1867 Emanuel Dubský z Třebomyslic
- 1867 Ugo II di Salm-Reifferscheid-Raitz
- 1867–1870 Emanuel Dubský z Třebomyslic
- 1870–1871 Adalbert Widmann
- 1871 Ugo II di Salm-Reifferscheid-Raitz
- 1871–1884 Adalbert Widmann
- 1884–1900 Felix Vetter von der Lilie

### XX secolo
- 1900–1906 Karel Zierotin
- 1906–1918 Otto Serényi